# کیوهی شیمازاکی
کیوهی شیمازاکی (انگلیسی: Kyohei Shimazaki؛ زادهٔ ۴ سپتامبر ۱۹۹۱) بازیکن فوتبال اهل ژاپن است.